# Distretto di Iguain
Il distretto di Iguain è uno degli otto distretti della provincia di Huanta, in Perù. Si trova nella regione di Ayacucho e si estende su una superficie di 74,85 chilometri quadrati.

Istituito il 27 dicembre 1926, ha per capitale la città di Macachacra; nel censimento del 2005 contava 3.034 abitanti.